# Sociedad secreta (álbum)
Sociedad secreta es el próximo octavo álbum de estudio del cantante puertorriqueño Don Omar. El álbum será lanzado bajo el sello discográfico Universal Music Group y Machete Music en 2022.[cita requerida] Contará con la colaboración de  Gente de Zona, Wisin, Sin Bandera,  Pitbull, Maluma, Ricky Martin, Juanes, Ricardo Arjona, Nicky Jam, Mohombi, Jory Boy, Christian Daniel y Farruko.

## Antecedentes
El proyecto fue originalmente anunciado en enero de 2017, con el cantante confirmando colaboraciones con Zion & Lennox, Wisin y Pitbull; además de comentar la posibilidad de duetos con Ricky Martin, Juanes y Ricardo Arjona. En marzo, estrenó «Encanto» junto a Sharlene Taule, informando sobre algunas canciones grabadas, entre ellas «Cuestión de tiempo» y «Hoy se vale to'». Debido al anuncio de su retiro a finales de año, múltiples segmentos y canciones completas fueron filtradas, en especial «Hoy se vale to'» apareciendo en distintos portales musicales.
El retiro temporal del cantante finalizó oficialmente a comienzos de 2019, anunciando otro álbum, The Last Album. Tal álbum representaba el fin de su contracto controversial con Universal Music Group y la subsidiaria Machete Music. Dentro de sus sencillos promocionales, presentó «Vacilón», una reedición oficial y pulida de la filtrada «Hoy se vale to'»; además de colaboraciones con Farruko, Jory y el dúo Alexis & Fido.
Luego de la publicación de The Last Album, se informó que ese no sería su último álbum, retomando sus planes de publicar Sociedad secreta. En septiembre de 2021, el cantante anunció un contrato multimillonario estratégico con Saban Music Group, y reencontrándose con Gustavo López, antiguo manager de Universal, quién estuvo presente en la carrera del cantante hasta su renuncia en 2017.

### Sencillos
El 11 de noviembre de 2016, fue lanzado el primer sencillo del álbum, «Te quiero pa' mi», junto al dúo Zion & Lennox, luego se lanzó «Encanto» junto a Sharlene Taule como el segundo sencillo. El 14 de abril de 2017, se lanzó la canción «Ámame o mátame» junto a Ivy Queen como el tercer sencillo. «Vacilón» se lanzó el 16 de agosto de 2019 como el séptimo sencillo del disco y «Ramayama» junto a Farruko como el sexto el 20 de abril de 2019.

## Lista de canciones
| N.º | Título                                                | Escritor(es) | Productor(es) | Duración |  |
| 1.  | «Encanto»                                             | William Omar Landrón Rivera · Sharlene Taulé Ponciano (Sharlene Taule)                                                | Robin John Knight (DJ Robin) · Milton Johan Restituyo (Alcover) · Justin Rafael Quiles Rivera (Justin Quiles)                                                             | 3:16     |  |
| 2.  | «Ámame o Mátame» (featuring Ivy Queen)                | William Omar Landrón Rivera · Martha Ivelisse Pesante (Ivy Queen)                                                     | Robin John Knight (DJ Robin) · Milton Johan Restituyo (Alcover) · Eliel Lind Osorio (Eliel)                                                                               | 3:32     |  |
| 3.  | «No Te Vayas» (featuring Alexis & Fido)               | William Omar Landrón Rivera · Raúl Ortiz (Alexis) · Joel Martínez (Fido)                                              | Robin John Knight (DJ Robin) · Milton Johan Restituyo (Alcover) · Bryan "La Mente Del Equipo" · Christian Maldonado (Master Chris)                                        | 4:03     |  |
| 4.  | «Vacilón»                                             | William Omar Landrón Rivera (Don Omar)                                                                                | Robin John Knight (DJ Robin) · Milton Johan Restituyo (Alcover) · Luian Malavé Nieves (DJ Luian) · Edgar Semper y Xavier Semper (Mambo Kingz) · Eliel Lind Osorio (Eliel) | 2:58     |  |
| 5.  | «Cuestión de Tiempo»                                  | William Omar Landrón Rivera (Don Omar)                                                                                | Robin John Knight (DJ Robin) · Milton Johan Restituyo (Alcover) · Egbert Rosa Cintrón (Haze)                                                                              | ?        |  |
| 6.  | «Perreo Sólido» (featuring Wisin)                     | William Omar Landrón Rivera · Juan Luis Morera (Wisin)                                                                | Robin John Knight (DJ Robin) · Milton Johan Restituyo (Alcover) · Miguel Ángel de Jesús (Guelo Star)                                                                      | ?        |  |
| 7.  | «En Tu Piel» (featuring Nicky Jam & Daddy Yankee)     | William Landrón Rivera · Nick Rivera Caminero (Nicky Jam)                                                             | Robin John Knight (DJ Robin) · Milton Johan Restituyo (Alcover) · Cristhian Mena (Saga WhiteBlack)                                                                        | ?        |  |
| 8.  | «¿Dónde Estás?» (featuring Christian Daniel)          | William Omar Landrón Rivera · Christian Daniel Felipez Alemany (Christian Daniel)                                     | Robin John Knight (DJ Robin) · Milton Johan Restituyo (Alcover) · Jumbo "El Que Produce Solo"                                                                             | ?        |  |
| 9.  | «Vamos A Tren» (featuring Mohombi)                    | William Omar Landrón Rivera · Mohombi Nzasi Moupondo (Mohombi)                                                        | Robin John Knight (DJ Robin) · Milton Johan Restituyo (Alcover) | ?        |  |
| 10. | «¿?» (featuring Maluma)                               | William Omar Landrón Rivera · Juan Luis Londoño Arias (Maluma)                                                        | | ?        |  |
| 11. | «Soy Yo» (featuring Wisin y Gente de Zona)            | William Omar Landrón Rivera · Juan Luis Morera (Wisin) · Alexander Delgado (Alexander) · Randy Malcom (Jacob Forever) | Robin John Knight (DJ Robin) · Milton Johan Restituyo (Alcover) | 3:38     |  |
| 12. | «Hasta Que Amanezca» (featuring Reggi "El Autentico") | William Omar Landrón Rivera · Reggi Aponte (Reggi "El Autentico")                                                     | Robin John Knight (DJ Robin) · Milton Johan Restituyo (Alcover) · Reggi Aponte (Reggi "El Autentico")                                                                     | ?        |  |
| 13. | «¿?» (featuring Sin Bandera)                          | William Omar Landrón Rivera · Armando Christian Pérez (Sin Bandera)                                                   | | ?        |  |
| 14. | «¿?» (featuring Pitbull)                              | William Omar Landrón Rivera · Armando Christian Pérez (Pitbull)                                                       | Robin John Knight | ?        |  |
| 15. | «Fire» (featuring Jory Boy)                           | William Omar Landrón Rivera · Fernando Luis Sierra Benitez (Jory Boy)                                                 | Robin John Knight (DJ Robin) · Milton Johan Restituyo (Alcover) · Mateo Carvajal (Chris Jeday)                                                                            | ?        |  |
| 16. | «Pasión» (featuring Ricky Martin)                     | William Omar Landrón Rivera · Enrique Martín Morales (Ricky Martin)                                                   | | ?        |  |
| 17. | «Dime» (featuring Juanes)                             | William Omar Landrón Rivera · Juan Esteban Aristizábal Vásquez (Juanes)                                               | | ?        |  |
| 18. | «Razón» (featuring Ricardo Arjona)                    | William Omar Landrón Rivera · Édgar Ricardo Arjona Morales (Ricardo Arjona)                                           | | ?        |  |
| 19. | «Ramayama» (featuring Farruko)                        | William Omar Landrón Rivera ·                                                                                         | | 3:16     |  |